# Équipe de Suède féminine de basket-ball
Cet article traite de l'équipe féminine. Pour l'équipe masculine, voir Équipe de Suède masculine de basket-ball.
Maillots
L’équipe de Suède de basket-ball représente la Fédération suédoise de basket-ball lors des compétitions internationales féminines.

## Histoire
Invitée surprise de l'Euro 2013, la Suède a gagné avec brio sa qualification. En février 2017, l’entraîneur français François Gomez est engagé pour deux ans

## Résultats

### Palmarès
| Compétitions mondiales                             | Compétitions continentales |
| -------------------------------------------------- | -------------------------- |
| - Jeux olympiques - Néant - Coupe du monde - Néant | - EuroBasket - Néant       |

### Parcours en compétitions internationales

#### Jeux olympiques
| Année | Position      |      | Année         | Position |               | Année | Position |
| 1976  | Non qualifiée | 1996 | Non qualifiée | 2016     | Non qualifiée |       |          |
| 1980  | Non qualifiée | 2000 | Non qualifiée | 2020     | Non qualifiée |       |          |
| 1984  | Non qualifiée | 2004 | Non qualifiée | 2024     | Non qualifiée |       |          |
| 1988  | Non qualifiée | 2008 | Non qualifiée | 2028     | -             |       |          |
| 1992  | Non qualifiée | 2012 | Non qualifiée | 2032     | -             |       |          |

#### Coupe du monde
| Année | Position      |      | Année         | Position |               | Année | Position |
| 1953  | Non qualifiée | 1979 | Non qualifiée | 2006     | Non qualifiée |       |          |
| 1957  | Non qualifiée | 1983 | Non qualifiée | 2010     | Non qualifiée |       |          |
| 1959  | Non qualifiée | 1986 | Non qualifiée | 2014     | Non qualifiée |       |          |
| 1964  | Non qualifiée | 1990 | Non qualifiée | 2018     | Non qualifiée |       |          |
| 1967  | Non qualifiée | 1994 | Non qualifiée | 2022     | Non qualifiée |       |          |
| 1971  | Non qualifiée | 1998 | Non qualifiée | 2026     | -             |       |          |
| 1975  | Non qualifiée | 2002 | Non qualifiée | 2030     | -             |       |          |

#### Eurobasket
| Année | Position      |      | Année         | Position |               | Année | Position |
| 1938  | Non inscrit   | 1976 | Non qualifiée | 2003     | Non qualifiée |       |          |
| 1950  | Non inscrit   | 1978 | 13e           | 2005     | Non qualifiée |       |          |
| 1952  | Non inscrit   | 1980 | Non qualifiée | 2007     | Non qualifiée |       |          |
| 1954  | Non qualifiée | 1981 | 11e           | 2009     | Non qualifiée |       |          |
| 1956  | Non qualifiée | 1983 | 9e            | 2011     | Non qualifiée |       |          |
| 1958  | Non qualifiée | 1985 | Non qualifiée | 2013     | 7e            |       |          |
| 1960  | Non qualifiée | 1987 | 7e            | 2015     | 14e           |       |          |
| 1962  | Non qualifiée | 1989 | Non qualifiée | 2017     | Non qualifiée |       |          |
| 1964  | Non qualifiée | 1991 | Non qualifiée | 2019     | 6e            |       |          |
| 1966  | Non qualifiée | 1993 | Non qualifiée | 2021     | 8e            |       |          |
| 1968  | Non qualifiée | 1995 | Non qualifiée | 2023     | Non qualifiée |       |          |
| 1970  | Non qualifiée | 1997 | Non qualifiée | 2025     | 10e           |       |          |
| 1972  | Non qualifiée | 1999 | Non qualifiée | 2027     | -             |       |          |
| 1974  | Non qualifiée | 2001 | Non qualifiée | 2029     | -             |       |          |